# ان‌جی‌سی ۷۰۸۳
ان‌جی‌سی ۷۰۸۳ (انگلیسی: NGC 7083) یک کهکشان مارپیچی بدون میله است که در فاصله ۱۳۴ میلیون سال نوری در صورت فلکی هندی واقع شده است.  همچنین به عنوان یک کهکشان مارپیچی لخته‌دار طبقه‌بندی می‌شود. کهکشان NGC 7083 توسط ستاره شناس، جیمز دانلوپ در ۲۸ اوت ۱۸۲۶ کشف شد.